# 友澤蘭香
友澤 蘭香（ともざわ らんか）は、日本の水墨画家、書家。蒋介石時代の台北に3年間書画留学。馬文部大臣の知遇を得て、大陸から蒋介石とともに渡って来た5人の一流水墨画家に師事。帰国後、筆芸術の教育と普及を目的とした「蘭香書画学院」を設立。第一回芸術院院長賞受賞。
国際書画連盟常任理事・審査員、MBA協会事務局長、東亜芸術研究会日本代表。
アトリエともざわ・蘭香書画学院は神奈川県藤沢市藤沢632-5、電話0466-25-4851

## 概要
1972年（昭和47年）、中国の「伝統的な書画の技術」を学ぶために、台北に書画留学。台湾を選んだ理由は、当時、中国大陸の一流の書画家たちが蔣介石に付いて台湾へ移住して来ていたからである。蔣介石総統の側近・馬文部大臣の知遇を得、彼の計らいで、この一流の書家たち数人に個人的に師事。中国正統派書画の技法を徹底的に学んだ。帰国後は、｢中国の伝統技法と和の心を融合させた独自の筆芸術」を日本と世界に広めることを使命として活動している。
1988年（昭和63年）、日本芸術院院長賞を受賞。国際書画連盟常任理事・審査員に就任。以後、毎年、海外交流展(フランス、ドイツ、イタリア)、銀座カトレヤサロン、東京都美術館、新国立美術館などに審査員出品。
2004年（平成16年）、筆芸術を世界に広めることを目的として、MBA協会(Mission of Brush Art)を設立。事務局長に就任。以後、韓国ソウルヤクルト美術館、台湾中正紀念堂、鎌倉芸術館、ホノルルフェスティバルなどでMBA展を開催。ホノルルフェスティバルでの展示には日本の書画家約100人が参加し、同フェスティバル史上最大規模の展示となった。